# Cicirata
Cicirata è una frazione del comune di Avola, situata lungo il litorale ionico della Sicilia.
Cicirata e Piccío, situati lungo la costa ionica della Sicilia, sono le ultime due contrade marinare a sud del comune di Avola dove il fiume Asinaro segna il confine con Noto.
L'ampio arenile caratterizza questa parte di costa ad alta densità edilizia con una forte presenza di residenti. Fino un decennio fa la presenza di un pantano, oggi bonificato e antropizzato, ospitava diversi specie migratorie che facevano una breve sosta tra le saline di Priolo e la riserva di Vendicari. Sull'arenile nidifica ancora oggi la tartaruga marina Caretta caretta.